# Just One Night
Just One Night ist ein live aufgenommenes Album von Eric Clapton und erschien im April 1980 unter dem Label RSO Records. Das Album wurde im Dezember 1979 im Nippon Budōkan, Tokio aufgenommen. 1990 wurde das Album auf CD veröffentlicht.

## Titelliste
Disc 1
1. Tulsa Time (Danny Flowers) – 4:00
2. Early in the Morning (Traditional) – 7:11
3. Lay Down Sally (Clapton, Marcy Levy, George Terry) – 5:35
4. Wonderful Tonight (Clapton) – 4:42
5. If I Don’t Be There By Morning (Bob Dylan, Helena Springs) – 4:26
6. Worried Life Blues (Big Maceo Merriweather) – 8:28
7. All Our Past Times (Clapton, Rick Danko) – 5:00
8. After Midnight (J.J. Cale) – 5:38

Disc 2
1. Double Trouble (Otis Rush) – 8:17
2. Setting Me Up (Mark Knopfler) – 4:35
3. Blues Power (Clapton, Leon Russell) – 7:23
4. Rambling on My Mind / Have You Ever Loved a Woman (Medley) (Robert Johnson/Traditional) – 8:48
5. Cocaine (J.J. Cale) – 7:39
6. Further on Up the Road (Joe Veasey, Don Robey)- 7:17

## Rezeption und Auszeichnungen
Allmusic-Kritiker Stephen Thomas Erlewine lobte die vielen dynamischen Songs und die „knisternden“ Gitarrensoli von Clapton. Weitere erwähnte er, dass „das Album deutlich Claptons Fähigkeiten zeigt.“ Erlewine vergab insgesamt viereinhalb der fünf möglichen Bewertungseinheiten. Das Album erreichte Platz 16 in den deutschen Charts. Im Vereinigten Königreich platzierte sich das Album auf Platz 18. In den Vereinigten Staaten positionierte sich das Just One Night auf Rang sieben der Billboard 200. Die Singleauskopplungen Tulsa Time und Cocaine erreichten jeweils Platz 30 der Billboard Hot 100 im Jahr 1980. Die Single Blues Power hingegen nur Platz 76. Das Album wurde von der RIAA mit einer Goldenen Schallplatte und in Kanada mit Platin ausgezeichnet. Insgesamt verkaufte sich die Aufnahme mehr als 600.000-mal.

## Auszeichnungen für Musikverkäufe
| Land/Region                  | Auszeichnungen für Musikverkäufe (Land/Region, Auszeichnung, Verkäufe) | Verkäufe |
| ---------------------------- | ---------------------------------------------------------------------- | -------- |
| Japan (RIAJ)                 | —                                                                      | 27.000   |
| Kanada (MC)                  | Gold                                                                   | 50.000   |
| Neuseeland (RMNZ)            | Gold                                                                   | 10.000   |
| Vereinigte Staaten (RIAA)    | Gold                                                                   | 500.000  |
| Vereinigtes Königreich (BPI) | Silber                                                                 | 60.000   |
| Insgesamt                    | 1× Silber · 3× Gold ·                                                  | 647.000  |

Hauptartikel: Eric Clapton/Auszeichnungen für Musikverkäufe